# Merijn Rengers
Merijn Rengers (Amsterdam, 30 juni 1973) is een Nederlands onderzoeksjournalist. Na zijn middelbareschoolopleiding aan het Barlaeus Gymnasium studeerde Rengers tussen 1991 en 1996 economie en kunstgeschiedenis aan de Universiteit van Amsterdam. In 1993 begon hij als freelancejournalist met een bijzondere belangstelling voor economie, sport en cultuur. In 1996 studeerde hij af als algemeen econoom aan de Universiteit van Amsterdam met een masterscriptie over de arbeidsmarkt voor beeldend kunstenaars in Nederland.
Sinds 1996 werkte hij aan verschillende studies op het gebied van loopbaan en arbeidsmarkt in de culturele sector. Tussen 1998 en 2001 werkte hij verder als docent aan de Faculteit Geschiedenis en Letteren van de Erasmus Universiteit Rotterdam. Merijn Rengers was vanaf 2002 twaalf jaar journalist voor de Volkskrant. In 2015 stapte hij over naar NRC Handelsblad.
Rengers deed als onderzoeksjournalist spraakmakende onthullingen over fraude met vastgoed, diploma's en windmolensubsidie, maar ook over het vakantiehuizenproject van prins Willem-Alexander en prinses Maxima.

## Erkenning
Voor zijn artikelen over de vastgoedfraudezaak 'Klimop' werd Rengers in 2009 samen met John Schoorl onderscheiden met de internationale Citi Journalistic Excellence Award. 
In 2011 kreeg hij samen met Ianthe Sahadat een Tegel voor de onthullingen over de wantoestanden op Hogeschool Inholland in het artikel Illegale afstudeerroute bij Hogeschool Inholland. Toen bij de opleiding Media en Entertainment Management in Haarlem veel studenten hun diploma niet leken te gaan halen dreigde de opleiding veel overheidsgeld mis te lopen. Met fraude door Inholland werden veel ouderejaars door de opleiding toch aan een diploma geholpen.
Voor Subsidies voor auto's en windmolens kreeg hij samen met John Schoorl, zijn tweede Tegel. 
Over de verkooppraktijken Damen Shipyards schreef hij met collega Carola Houtekamer en Ludo Hekman en Klaas van Dijken van Lighthouse Reports het artikel "De doorgeschoten verkooplui van Hollands grootste scheepsbouwer". Voor deze financiële en economische analyse en verslaggeving werden zij onderscheiden met de Citi Journalistic Excellence Award 2019.
Er ontstond in 2021 publieke verontwaardiging na de onthullingen in het boek De machine over de bonussen van de top van het bedrijf. Het leidde ertoe dat Booking.com 64 miljoen terugbetaalde aan de overheid. Rengers werd met Stijn Bronzwaer en Joris Kooiman voor hun onthullingen beloond met De Loep in de categorie 'Signalerende onderzoeksjournalistiek'.

## Prijzen
- De Loep 2021
- Citi Journalistic Excellence Award (2019)
- De Tegel (2014)
- De Tegel (2011)
- Nationale Prijs voor de Onderwijsjournalistiek
- Citi Journalistic Excellence Award (2009)